# Отелі Геє
Отелі Аннетт Геє (норв. Othelie Annette Høie; нар. 9 грудня 2002, Крістіансанн) — норвезька борчиня вільного стилю, бронзова призерка чемпіонату світу, бронзова призерка чемпіонату Європи.

## Життєпис
Отелі є донькою найтитулованішої норвезької борчині, включеної до Всесвітньої Зали слави Міжнародної федерації об'єднаних стилів боротьби (FILA), Гудрун Геє, яка чотири рази ставала чемпіонкою світу. Пік її кар'єри минув до того, як жіноча боротьба була включена до Олімпійських ігор у 2004 році.
Геє народилася в Крістіансанні, представляє клуб «Fredrikstad Bryteklubb Atlas» з Фредрікстада, де її мати працює тренером. Отелі здобула багато золотих нагород на національних чемпіонатах у молодших вікових групах, а у 2020 році взяла своє перше золото на першості Норвегії серед дорослих.
На міжнародному рівні першого значного успіху досягла у 2017 році, вигравши Північний чемпіонат з боротьби серед кадетів. Наступні два роки повторювала цей результат. У 2019 стала срібною призеркою Європейського молодіжного олімпійського фестивалю та здобула бронзову нагороду чемпіонату Європи серед кадетів, а у 2021 досягла ж такого результату на молодіжній континентальній першості.
У 2023 році Отелі дебютувала на дорослих чемпіонатах Європи та світу і одразу стала призеркою цих змагань. На чемпіонаті Європи вона програла молдованці Анастасії Нікіті в чвертьфіналі, але поборолася за бронзу, коли Нікіта вийшла до  фіналу. У поєдинку за бронзу Отелі перемогла туркеню Еду Текін з рахунком 6-4, поступаючись по ходу зустрічі 1-4. На світовій першості Геє програла Юлії Ткач з рахунком 0-5, але оскільки українська борчиня дійшла до фіналу, Геє отримала шанс поборотися за бронзову медаль у втішних сутичках. У першому поєдинку вона драматично перемогла росіянку Анастасію Сідельникову. За хвилину до завершення норвезька спортсменка програвала з рахунком 0-4, але потім вона виконала фінальний спринт, у якому зрівняла рахунок і здобула перемогу за рахунок того, що провела останню результативну дію. У другому втішному поєдинку Отелі здолала з рахунком 5-1 німкеню Елену Бруггер і стала бронзовою медалісткою чемпіонату світу.

## Спортивні результати на міжнародних змаганнях

### Виступи на Чемпіонатах світу
| Змагання                        | Збірна   | Вагова категорія          | Місце  |
| ------------------------------- | -------- | ------------------------- | ------ |
| Чемпіонат світу з боротьби 2023 | Норвегія | жіноча боротьба, до 59 кг | Бронза |

### Виступи на Чемпіонатах Європи
| Змагання                         | Збірна   | Вагова категорія          | Місце  |
| -------------------------------- | -------- | ------------------------- | ------ |
| Чемпіонат Європи з боротьби 2023 | Норвегія | жіноча боротьба, до 59 кг | Бронза |

### Виступи на інших змаганнях
| Змагання                                    | Збірна   | Вагова категорія          | Місце  |
| ------------------------------------------- | -------- | ------------------------- | ------ |
| Klippan Lady Open 2020                      | Норвегія | жіноча боротьба, до 55 кг | 4      |
| Турнір Дана Колова — Николи Петрова 2022    | Норвегія | жіноча боротьба, до 55 кг | 4      |
| Klippan Lady Open 2023                      | Норвегія | жіноча боротьба, до 59 кг | Золото |
| Турнір К. У. Кожомкула і Р. Санатбаєва 2023 | Норвегія | жіноча боротьба, до 59 кг | 5      |

### Виступи на змаганнях молодших вікових груп
| Змагання                                            | Збірна   | Вагова категорія          | Місце  |
| --------------------------------------------------- | -------- | ------------------------- | ------ |
| Північний чемпіонат з боротьби серед кадетів 2017   | Норвегія | жіноча боротьба, до 52 кг | Золото |
| Чемпіонат Європи з боротьби серед кадетів 2017      | Норвегія | жіноча боротьба, до 52 кг | 5      |
| Чемпіонат світу з боротьби серед кадетів 2017       | Норвегія | жіноча боротьба, до 52 кг | 14     |
| Чемпіонат Європи з боротьби серед кадетів 2018      | Норвегія | жіноча боротьба, до 57 кг | 5      |
| Північний чемпіонат з боротьби серед кадетів 2018   | Норвегія | жіноча боротьба, до 53 кг | Золото |
| Чемпіонат світу з боротьби серед кадетів 2018       | Норвегія | жіноча боротьба, до 53 кг | 9      |
| Північний чемпіонат з боротьби серед кадетів 2019   | Норвегія | жіноча боротьба, до 57 кг | Золото |
| Чемпіонат Європи з боротьби серед кадетів 2019      | Норвегія | жіноча боротьба, до 57 кг | Бронза |
| Європейський молодіжний олімпійський фестиваль 2019 | Норвегія | жіноча боротьба, до 57 кг | Срібло |
| Чемпіонат світу з боротьби серед кадетів 2019       | Норвегія | жіноча боротьба, до 57 кг | 12     |
| Чемпіонат Європи з боротьби серед молоді 2021       | Норвегія | жіноча боротьба, до 57 кг | Бронза |
| Чемпіонат світу з боротьби серед молоді 2021        | Норвегія | жіноча боротьба, до 57 кг | 5      |
| Чемпіонат Європи з боротьби серед молоді 2022       | Норвегія | жіноча боротьба, до 55 кг | 8      |
| Чемпіонат Європи з боротьби серед молоді 2022       | Норвегія | жіноча боротьба, до 57 кг | 7      |
| Чемпіонат світу з боротьби серед молоді 2022        | Норвегія | жіноча боротьба, до 57 кг | 13     |
| Чемпіонат світу з боротьби серед молоді 2022        | Норвегія | жіноча боротьба, до 57 кг | 9      |
| Чемпіонат Європи з боротьби серед молоді 2023       | Норвегія | жіноча боротьба, до 59 кг | 5      |